# Verband Freier Radios Österreich
Il Verband Freier Radios Österreich (VFRÖ, "Unione delle radio libere Austriache") è l'associazione delle radio non commerciali austriache. È stata fondata nel 1993 e conta attualmente 15 membri.

## Membri
Membri ordinari:
- Freies Radio Agora (Klagenfurt)
- B138 (Kirchdorf an der Krems)
- Campus & City Radio 94.4 (St. Pölten)
- Freies Radio Freequenns (Ennstal)
- Freies Radio Innsbruck (Freirad 105.9; Innsbruck)
- Freies Radio Freistadt (Freistadt)
- Freier Rundfunk Oberösterreich (FRO; Linz)
- Freies Radio Salzkammergut (FRS; Bad Ischl)
- Radio Ypsilon (Hollabrunn)
- Freies Radio Helsinki (Graz)
- Orange (Vienna)
- Proton (Dornbirn)
- Radiofabrik - Freier Rundfunk Salzburg (Salisburgo)
- Radio OP (Oberpullendorf)

Membri straordinari:
- Aufdraht (Langenlois)